# Cal Grau (Suterranya)
Cal Grau és una masia del poble de Suterranya, de l'antic terme del mateix nom, pertanyent actualment al municipi de Tremp, protegida com a Bé Cultural d'Interès Local.
Està situada a l'extrem sud de l'antic municipi de Suterranya, i sud-est de l'actual de Tremp, al sud-est de Casa Moliner i al sud-sud-est del Molí de Suterranya. És a la Costa del Grau, l'interior del territori comprès entre els dos traçats de la C-1311: el modern, al nord, i els dos trams de l'antic, al sud-est i a l'oest.

## Descripció
Es tracta d'un edifici isolat de planta rectangular amb planta baixa, pis i golfes. La casa consta de tres volums, el central és més alt que els dos laterals que tenen només planta baixa. Els materials emprats són maons de formigó i ciment. Destaca la simetria del conjunt i la porxada de la façana principal que suporta la terrassa del primer pis i les dues obertures d'arc de mig punt emplaçades en els cossos laterals.